# Joseph Buerger
Pour les articles homonymes, voir Buerger.
John Joseph Buerger, né le 19 septembre 1870 et mort le 10 novembre 1951, est un rameur en aviron américain qui a remporté la médaille de bronze en deux sans barreur aux Jeux de Saint-Louis en 1904 avec son compatriote John Joachim.

## Palmarès
- Médaille de bronze en deux sans barreur aux Jeux olympiques d'été de 1904 à Saint-Louis ( États-Unis)